# Safran Electrical & Power
Safran Electrical & Power is een Frans elektronicabedrijf gespecialiseerd in energie-opwekking, elektrische bekabeling en ventilatiesystemen voor de luchtvaart. Het bedrijf is actief op 45 locaties in twaalf landen — de meeste in Frankrijk en de Verenigde Staten — en telt circa 13.000 werknemers. Op het vlak van vliegtuigbekabeling is het wereldwijd marktleider. Op het vlak van stroomopwekking staat het op de tweede plaats, na het Amerikaanse United Technologies.
Safran Electrical & Power heeft systemen geleverd voor toestellen van zowat alle grote westerse vliegtuig- en helikopterbouwers, zowel civiele als militaire. Zo onder meer alle commerciële toestellen van Airbus en Boeing, de F-16 en de C-130, de NH90 en de V-22 en privéjets van onder meer Bombardier, Learjet, Embraer en Dassault. Daarnaast wordt ook samengewerkt met het Chinese Comac aan diens C919.
Labinal SA werd opgericht in 1921. In 1986 werd uitgebreid naar Duitsland, Groot-Brittannië en de VS. In 1998 werd de Mexicaanse vliegtuigbekabelingfabriek Aerotec overgenomen. In 2000 werd Labinal overgenomen door vliegtuigmotorbouwer Snecma. In 2003 nam men de elektrische bekabelingsproductie van Boeing over, in 2004 gevolgd door Novaprim in Marokko.
In 2005 fuseerde Snecma met elektronicabedrijf Sagem en ontstond Safran. Labinal behoorde binnen de groep tot de divisie vliegtuiguitrusting. In 2008 werd een nieuw hoofdkantoor geopend in Toulouse. In 2014 werd Labinal samengevoegd met Technofan en Safran Power en ontstond Labinal Power Systems. Daarmee wilde Safran inzetten op de trend bij vliegtuigbouwers om steeds meer hydraulische- en pneumatische systemen te vervangen door elektrische systemen. In 2016 hernoemde Safran al zijn afdelingen zodat ze het woord "Safran" in hun naam kregen. Labinal Power Systems kreeg hierbij de nieuwe naam Safran Electrical & Power.